# 森特波因特 (愛荷華州)
森特波因特（英語：Center Point）是一個位於美國愛荷華州林縣的城市。

## 地理
森特波因特的座標為42°11′26″N 91°46′57″W / 42.19056°N 91.78250°W，而該地的平均海拔高度為257米（即820英尺）。

## 人口
根據2010年美國人口普查的數據，森特波因特的面積為6.73平方千米，當中陸地面積為6.73平方千米，而水域面積為0.00平方千米。當地共有人口2421人，而人口密度為每平方千米359人。